# Jesús González de Zárate Salas
Jesús González de Zárate Salas (Cumaná, 27 dicembre 1960) è un arcivescovo cattolico venezuelano, dal 28 giugno 2024 arcivescovo metropolita di Valencia in Venezuela.

## Biografia
Jesús González de Zárate Salas è nato a Cumaná il 27 dicembre 1960 da Arturo González de Zárate e Isabel Teresa Salas.

### Formazione e ministero sacerdotale
Ha frequentato la scuola primaria "San Giuseppe" di Cumaná, la scuola "San Giuseppe" di Maracay e l'Istituto Giovanni XXIII di Valencia concludendoli con un diploma scientifico. Ha studiato per un anno all'Università Simón Bolívar di Caracas e nel 1978, sentendosi chiamato al sacerdozio, ha chiesto e ottenuto l'ammissione al seminario "San Giuseppe" di Caracas. Ha studiato filosofia e teologia presso l'Istituto universitario del seminario interdiocesano "Santa Rosa da Lima" e ha conseguito la laurea e il baccalaureato in teologia presso la Pontificia Università Javeriana di Bogotà.
L'8 dicembre 1984 è stato ordinato diacono. L'11 gennaio 1986 è stato ordinato presbitero per l'arcidiocesi di Caracas dal cardinale José Alí Lebrún Moratinos. Ha prestato servizio come direttore del Collegio "San Giuseppe" di Ávila dal 1984 al 1991; consigliere del segretariato arcidiocesano per la pastorale giovanile dal 1985 al 1992; vicario parrocchiale della parrocchia di San Benedetto nel 1986; formatore ed economo del seminario "San Giuseppe" di El Hatillo dal 1986 al 1991; direttore del corso preparatorio del seminario dal 1991 al 1992; formatore presso il seminario "Santa Rosa da Lima" e vice direttore accademico dell'Istituto universitario del seminario interdiocesano dal 1992 al 1993. Nel 1993 è stato inviato a Roma per studi. Nel 1995 ha conseguito la licenza summa cum laude in teologia spirituale presso la Pontificia Università Gregoriana. Tornato in patria è stato parroco della parrocchia di Nostra Signora del Rosario a Baruta dal 1995 al 1998; direttore del segretariato catechistico dell'arcidiocesi di Caracas dal 1996 al 1997; professore di teologia presso l'Istituto universitario del seminario interdiocesano "Santa Rosa da Lima"; segretario esecutivo della "Missione di Caracas" dal 1997; vicario episcopale per la pastorale dal 1998 al 2013; segretario esecutivo dell'équipe preparatoria del consiglio plenario del Venezuela dal 1999 al 2003 e vicario generale dell'arcidiocesi di Caracas e responsabile della zona pastorale del centro dal 2003.

### Ministero episcopale
Il 15 ottobre 2007 papa Benedetto XVI lo ha nominato vescovo ausiliare di Caracas e titolare di Suava. Ha ricevuto l'ordinazione episcopale il 12 gennaio successivo nella cattedrale metropolitana di Sant'Anna a Caracas dal cardinale Jorge Liberato Urosa Savino, arcivescovo metropolita di Caracas, co-consacranti  Baltazar Enrique Porras Cardozo, arcivescovo metropolita di Mérida e Ubaldo Ramón Santana Sequera, arcivescovo metropolita di Maracaibo.
Nel giugno del 2009 ha compiuto la visita ad limina.
Il 24 maggio 2018 papa Francesco lo ha nominato arcivescovo metropolita di Cumaná. Il 29 giugno lo stesso pontefice gli ha consegnato il pallio, simbolo degli arcivescovi metropoliti, durante una celebrazione svoltasi in piazza San Pietro. Ha preso possesso dell'arcidiocesi il 5 agosto successivo con una cerimonia svoltasi nella cattedrale del Sacro Cuore di Gesù a Cumaná. Nel corso della stessa il nunzio apostolico Aldo Giordano gli ha imposto il pallio.
Nel settembre del 2018 ha compiuto una seconda visita ad limina.
Dal 7 gennaio 2022 è presidente della Conferenza episcopale venezuelana. In seno alla stessa è stato membro della commissione per la famiglia e l'infanzia nel 2008, segretario generale dal 12 gennaio 2009 al 2015, presidente della commissione per l'adolescenza e l'infanzia dal gennaio del 2015 al 2020 e delegato presso il Consiglio episcopale latinoamericano dal gennaio del 2018.
Nell'ambito del Consiglio episcopale latinoamericano è membro del dipartimento per la famiglia, la vita e la gioventù.
È stato anche presidente del comitato organizzatore del III incontro nazionale della gioventù tenutosi a Barquisimeto nel 2015 e del IV incontro nazionale della gioventù tenutosi a Barcellona nel 2018.
Il 28 giugno 2024 il papa lo ha trasferito alla sede metropolitana di Valencia in Venezuela. Ha preso possesso dell'arcidiocesi il 21 settembre successivo.

## Genealogia episcopale
La genealogia episcopale è:
- Cardinale Scipione Rebiba
- Cardinale Giulio Antonio Santori
- Cardinale Girolamo Bernerio, O.P.
- Arcivescovo Galeazzo Sanvitale
- Cardinale Ludovico Ludovisi
- Cardinale Luigi Caetani
- Cardinale Ulderico Carpegna
- Cardinale Paluzzo Paluzzi Altieri degli Albertoni
- Papa Benedetto XIII
- Papa Benedetto XIV
- Papa Clemente XIII
- Cardinale Marcantonio Colonna
- Cardinale Giacinto Sigismondo Gerdil, B.
- Cardinale Giulio Maria della Somaglia
- Cardinale Carlo Odescalchi, S.I.
- Cardinale Costantino Patrizi Naro
- Cardinale Lucido Maria Parocchi
- Papa Pio X
- Papa Benedetto XV
- Papa Pio XII
- Cardinale Eugène Tisserant
- Arcivescovo Raffaele Forni
- Cardinale José Alí Lebrún Moratinos
- Cardinale Jorge Liberato Urosa Savino
- Arcivescovo Jesús González de Zárate Salas